# Siebelfähre
Siebelfähre (pol. barka/prom Siebela) – niemiecka prowizoryczna jednostka desantowa wykorzystywana przez Wehrmacht podczas II wojny światowej.

## Historia
Siebelfähre zaprojektowany przez niemieckiego oficera i inżyniera Friedricha Siebela, miał być wykorzystany w czasie operacji Lew Morski (niemieckiej inwazji na Wielką Brytanię), ale gdy została anulowana, używano go na innych teatrach działań wojennych (front wschodni, kampania śródziemnomorska). Produkcję jednostki rozpoczęto we wrześniu 1940 roku w Antwerpii. 
Dzięki modułowej konstrukcji i zestandaryzowanym częściom, Siebelfähre można było zdemontować i przetransportować transportem kolejowym w dowolne miejsce. Składał się z dwóch pontonów połączonych stalowymi belkami poprzecznymi. Do przewożenia ładunków używano dużej platformy zamontowanej na pontonach (ładowność 50–100 ton). Pojazdy wojskowe mogły wjeżdżać lub opuszczać jednostkę przez rampę znajdującą się na dziobie. Napędzany był czterema silnikami lotniczymi BMW 6U o mocy 750 KM lub silnikami Ford V8 o mocy 300 KM.   
Pionierski Siebelfähre pierwotnie służył do budowy pomocniczych mostów pontonowych. Wojska lądowe Wehrmachtu wykorzystywały go jako jednostkę transportową, artyleryjską, szpitalną i dowództwa sztabu, na jeziorach i rzekach lub płytkich morskich wodach. Niemiecka Kriegsmarine wykorzystywała Siebelfähre jako stawiacz min eskort konwojów. Do końca wojny wyprodukowano 200 jednostek, z czego utracono 42.

## Galeria

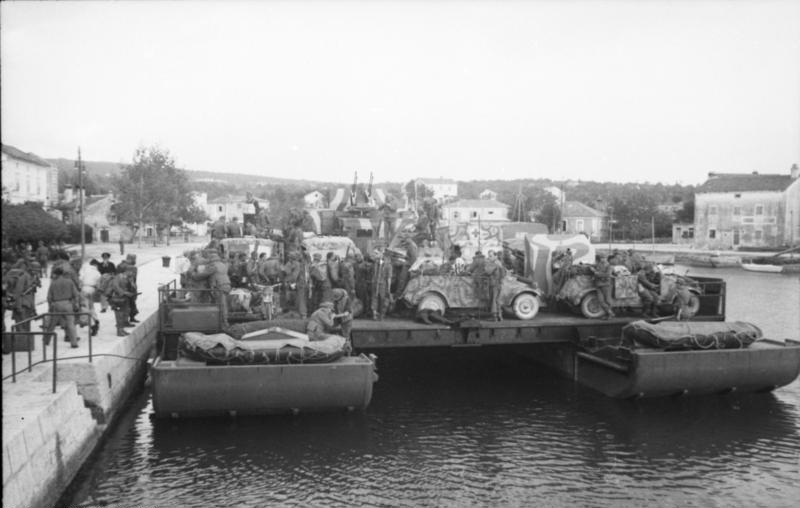
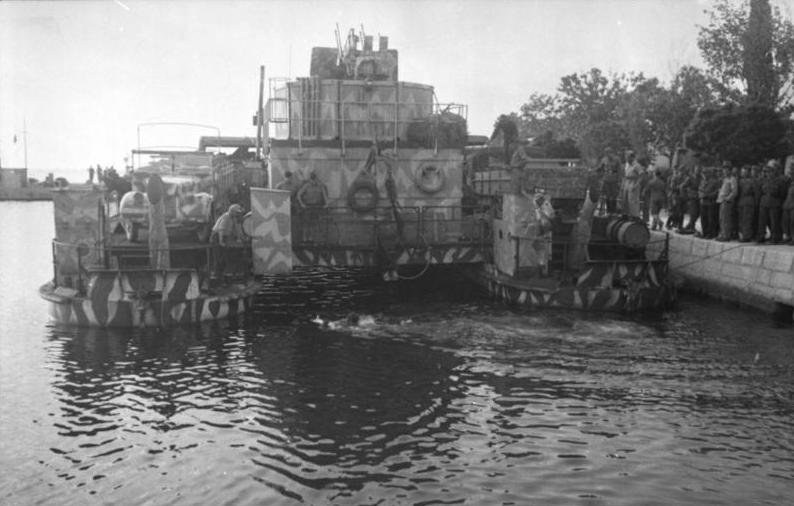
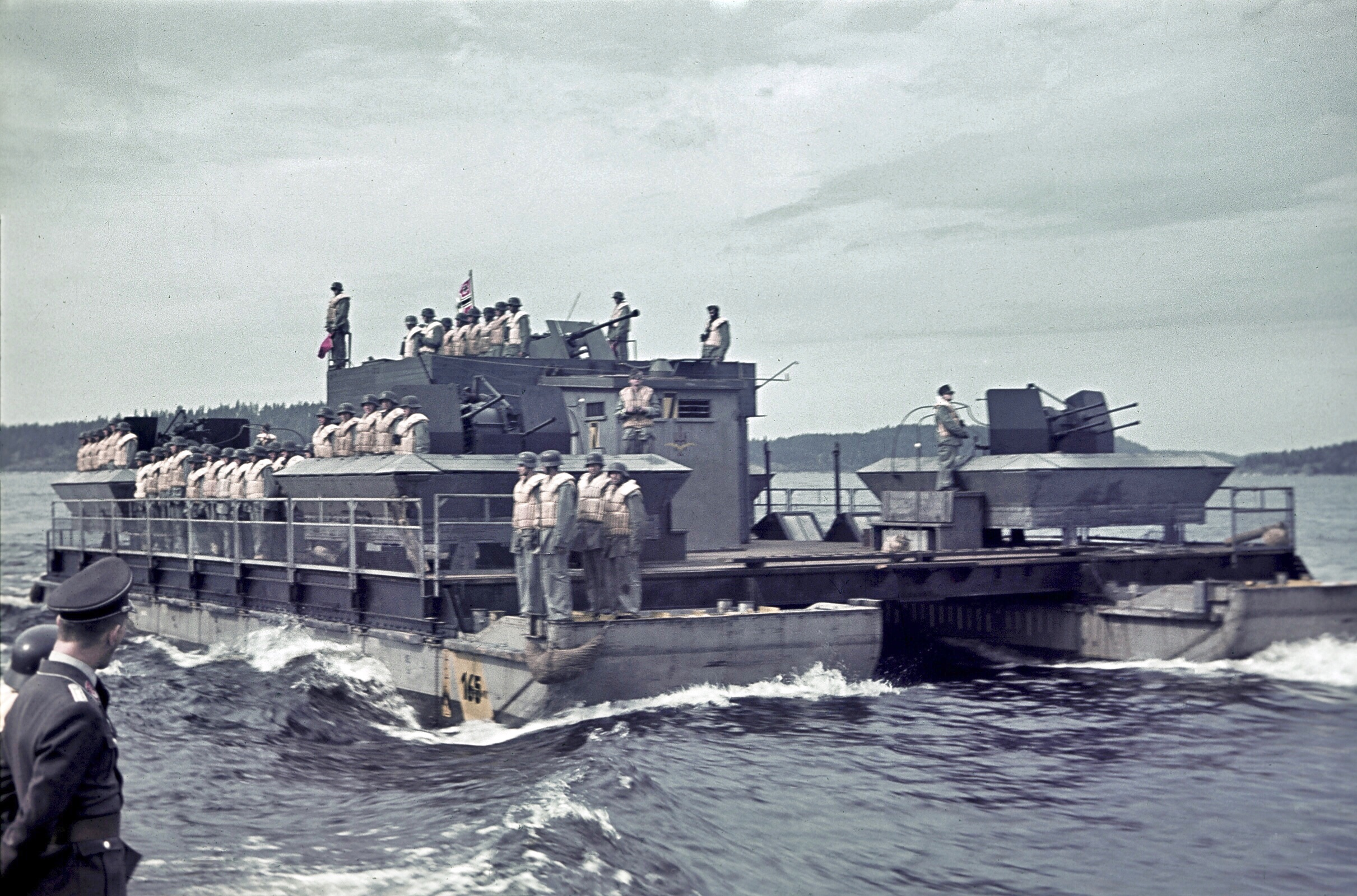
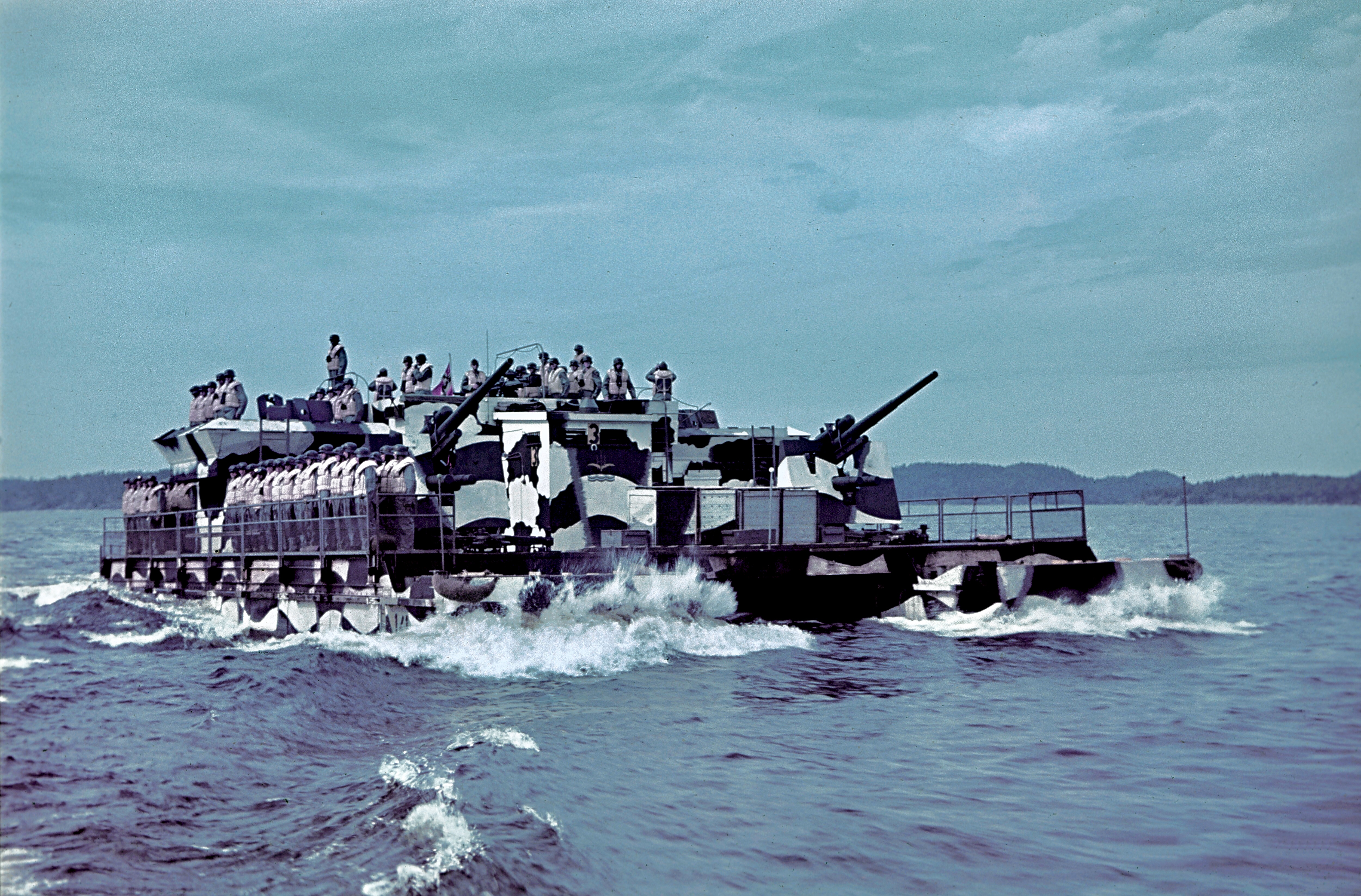